# قيقب سيكيمي
قيقب سيكيمي (الاسم العلمي:Acer sikkimense) هو نوع من النباتات يتبع جنس القيقب من الفصيلة الصابونية. سمي هذا النوع نسبةً إلى منطقة سيكيم في الهند.